# Lijst van nummer 1-hits in de UK Singles Chart in 1977
Deze hits stonden in 1977 op nummer 1 in de UK Singles Chart:
| Datum        | Artiest            | Titel                                                        |
| ------------ | ------------------ | ------------------------------------------------------------ |
| 1 januari    | Johnny Mathis      | When a child is born (Soleado)                               |
| 8 januari    | Johnny Mathis      | When a child is born (Soleado)                               |
| 15 januari   | David Soul         | Don't give up on us                                          |
| 22 januari   | David Soul         | Don't give up on us                                          |
| 29 januari   | David Soul         | Don't give up on us                                          |
| 5 februari   | David Soul         | Don't give up on us                                          |
| 12 februari  | Julie Covington    | Don't Cry for Me Argentina                                   |
| 19 februari  | Leo Sayer          | When I need you                                              |
| 26 februari  | Leo Sayer          | When I need you                                              |
| 5 maart      | Leo Sayer          | When I need you                                              |
| 12 maart     | Manhattan Transfer | Chanson d'amour                                              |
| 19 maart     | Manhattan Transfer | Chanson d'amour                                              |
| 26 maart     | Manhattan Transfer | Chanson d'amour                                              |
| 2 april      | ABBA               | Knowing me, knowing you                                      |
| 9 april      | ABBA               | Knowing me, knowing you                                      |
| 16 april     | ABBA               | Knowing me, knowing you                                      |
| 23 april     | ABBA               | Knowing me, knowing you                                      |
| 30 april     | ABBA               | Knowing me, knowing you                                      |
| 7 mei        | Deniece Williams   | Free                                                         |
| 14 mei       | Deniece Williams   | Free                                                         |
| 21 mei       | Rod Stewart        | I don't want to talk about it / The first cut is the deepest |
| 28 mei       | Rod Stewart        | I don't want to talk about it / The first cut is the deepest |
| 4 juni       | Rod Stewart        | I don't want to talk about it / The first cut is the deepest |
| 11 juni      | Rod Stewart        | I don't want to talk about it / The first cut is the deepest |
| 18 juni      | Kenny Rogers       | Lucille                                                      |
| 25 juni      | The Jacksons       | Show you the way to go                                       |
| 2 juli       | Hot Chocolate      | So you win again                                             |
| 9 juli       | Hot Chocolate      | So you win again                                             |
| 16 juli      | Hot Chocolate      | So you win again                                             |
| 23 juli      | Donna Summer       | I feel love                                                  |
| 30 juli      | Donna Summer       | I feel love                                                  |
| 6 augustus   | Donna Summer       | I feel love                                                  |
| 13 augustus  | Donna Summer       | I feel love                                                  |
| 20 augustus  | Brotherhood Of Man | Angelo                                                       |
| 27 augustus  | The Floaters       | Float on                                                     |
| 3 september  | Elvis Presley      | Way down                                                     |
| 10 september | Elvis Presley      | Way down                                                     |
| 17 september | Elvis Presley      | Way down                                                     |
| 24 september | Elvis Presley      | Way down                                                     |
| 1 oktober    | Elvis Presley      | Way down                                                     |
| 8 oktober    | David Soul         | Silver Lady                                                  |
| 15 oktober   | David Soul         | Silver Lady                                                  |
| 22 oktober   | David Soul         | Silver Lady                                                  |
| 29 oktober   | Baccara            | Yes Sir, I can boogie                                        |
| 5 november   | ABBA               | The name of the game                                         |
| 12 november  | ABBA               | The name of the game                                         |
| 19 november  | ABBA               | The name of the game                                         |
| 26 november  | ABBA               | The name of the game                                         |
| 3 december   | Wings              | Mull of Kintyre / Girls' school                              |
| 10 december  | Wings              | Mull of Kintyre / Girls' school                              |
| 17 december  | Wings              | Mull of Kintyre / Girls' school                              |
| 24 december  | Wings              | Mull of Kintyre / Girls' school                              |
| 31 december  | Wings              | Mull of Kintyre / Girls' school                              |

1952 ·
1953 ·
1954 ·
1955 ·
1956 ·
1957 ·
1958 ·
1959 ·
1960 ·
1961 ·
1962 ·
1963 ·
1964 ·
1965 ·
1966 ·
1967 ·
1968 ·
1969 ·
1970 ·
1971 ·
1972 ·
1973 ·
1974 ·
1975 ·
1976 ·
1977 ·
1978 ·
1979 ·
1980 ·
1981 ·
1982 ·
1983 ·
1984 ·
1985 ·
1986 ·
1987 ·
1988 ·
1989 ·
1990 ·
1991 ·
1992 ·
1993 ·
1994 ·
1995 ·
1996 ·
1997 ·
1998 ·
1999 ·
2000 ·
2001 ·
2002 ·
2003 ·
2004 ·
2005 ·
2006 ·
2007 ·
2008 ·
2009 ·
2010 ·
2011 ·
2012 ·
2013 ·
2014 ·
2015 ·
2016 ·
2017 ·
2018 ·
2019 ·
2020 ·
2021
- Nederland (Top 40)
- Nederland (Single Top 100)
- Vlaanderen (Radio 2 Top 30)
- Duitsland
- Verenigd Koninkrijk
- Verenigde Staten (Hot 100)